# بال‌فنجانی کوتوله
بال‌فنجانی کوتوله (نام علمی: Pnoepyga pusilla) نام یک گونه از سرده بال‌فنجانی‌ها است.